# German Grobe

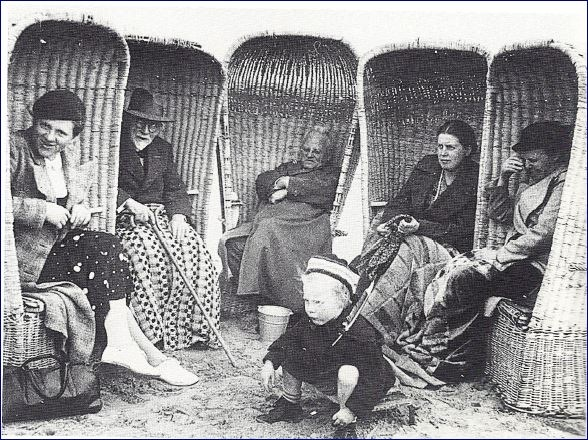
Grobe (2e v.l.) met familie in Katwijk

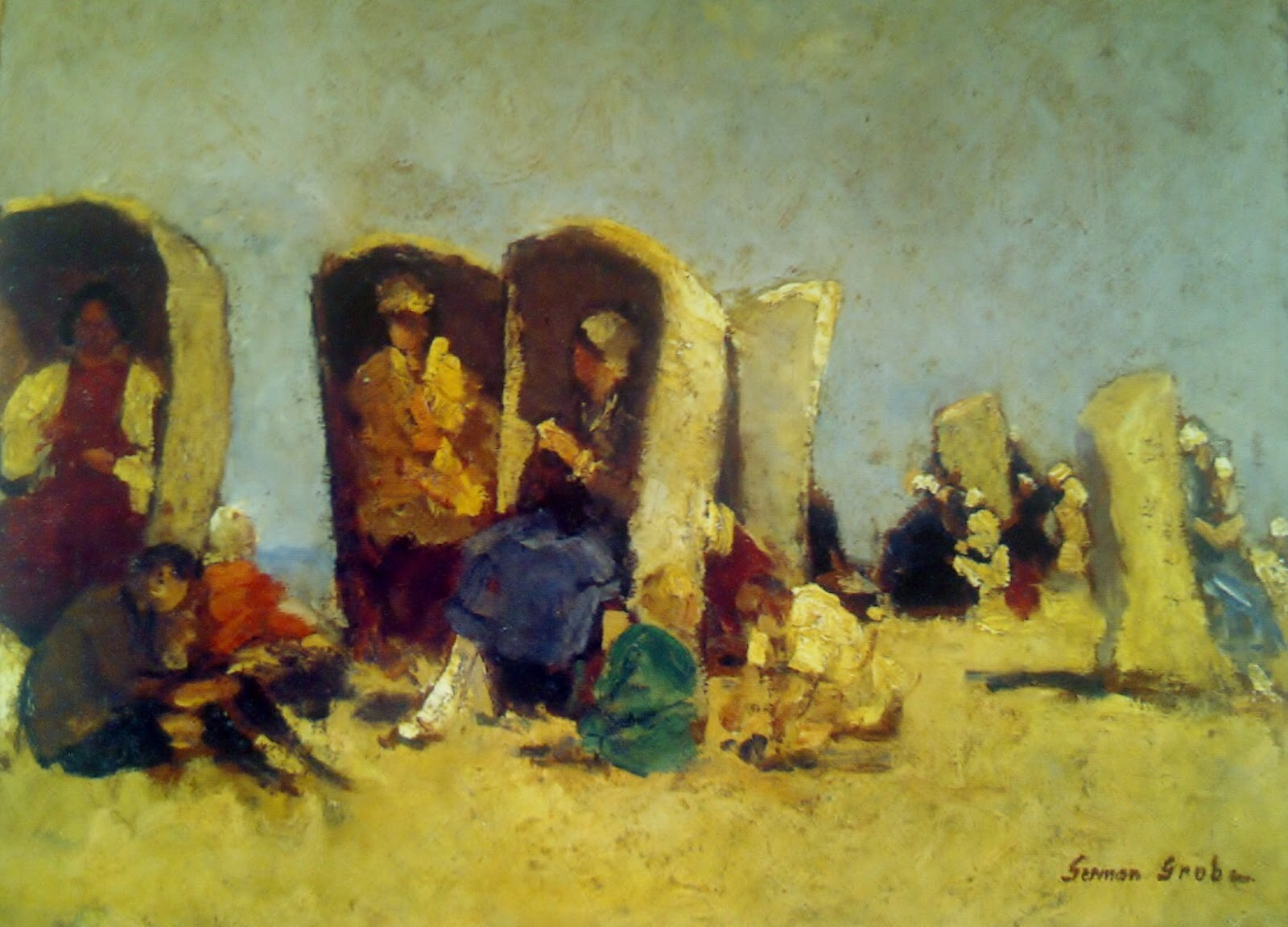
Strandstoelen bij Katwijk

German Grobe (Hanau, 27 januari 1857 - Düsseldorf, 9 november 1938) was een Duits kunstschilder. Hij werkte veel in Nederland, met name in Katwijk aan Zee.

## Leven
Grobe was de zoon van een koopman. Hij studeerde aan het Städelsches Kunstinstitut in Frankfurt am Main. later bezocht hij ook de Academie voor Beeldende Kunsten München en de Kunstacademie Düsseldorf. Van 1880 tot 1883 was hij in de leer bij landschapschilder Eugen Dücker, met wie hij Katwijk bezocht. Hij werd gegrepen door de pittoreske aspecten van het Hollandse vissersleven en bezocht ook Vlissingen en Egmond aan Zee. Voorts reisde hij naar Normandië, Sylt en Egernsund. Vanaf 1887 zou Grobe tot aan het einde van zijn leven elke zomer naar Katwijk, waarbij hij steeds zijn hele familie meenam. In 1937 werd zijn vijftigste bezoek er feestelijk gevierd met een tentoonstelling, en een feest, afgesloten met een serenade. Een jaar later overleed hij in Düsseldorf. Eerder woonde hij ook in München en Hamburg.

## Werk
Grobes werk werd aanvankelijk sterk beïnvloed door Eugen Dücker en Andreas Achenbach, twee Düsseldorfse kunstschilders die veel zeestukken schilderden aan de Noord-Europese kusten, in een realistische stijl. Vanaf de tijd dat hij naar Nederland kwam, zag hij Hendrik Willem Mesdag en ging hij schilderen in de stijl van de Haagse School. Later had ook zijn landgenoot Max Liebermann, die hij in Katwijk had ontmoet, met zijn impressionistische werkwijze een duidelijke invloed op zijn werk. Grobe schilderde vooral strandgezichten, zeestukken, genrewerken en portretten, met het Hollandse vissersleven als belangrijkste thema. Hij was bijzonder productief, met name ook om in zijn levensonderhoud te kunnen voorzien, waardoor zijn stukken soms van wisselende kwaliteit zijn. Zijn beste schilderijen, aquarellen en tekeningen kunnen zich echter meten met de top van de Haagse School. 
Werk van Grobe is onder andere te zien in het Katwijks Museum, de Lakenhal in Leiden, Museum Kunstpalast te Düsseldorf, het Altonaer Museum in Hamburg en het Museum Kunst der Westküste te Föhr.

## Galerij

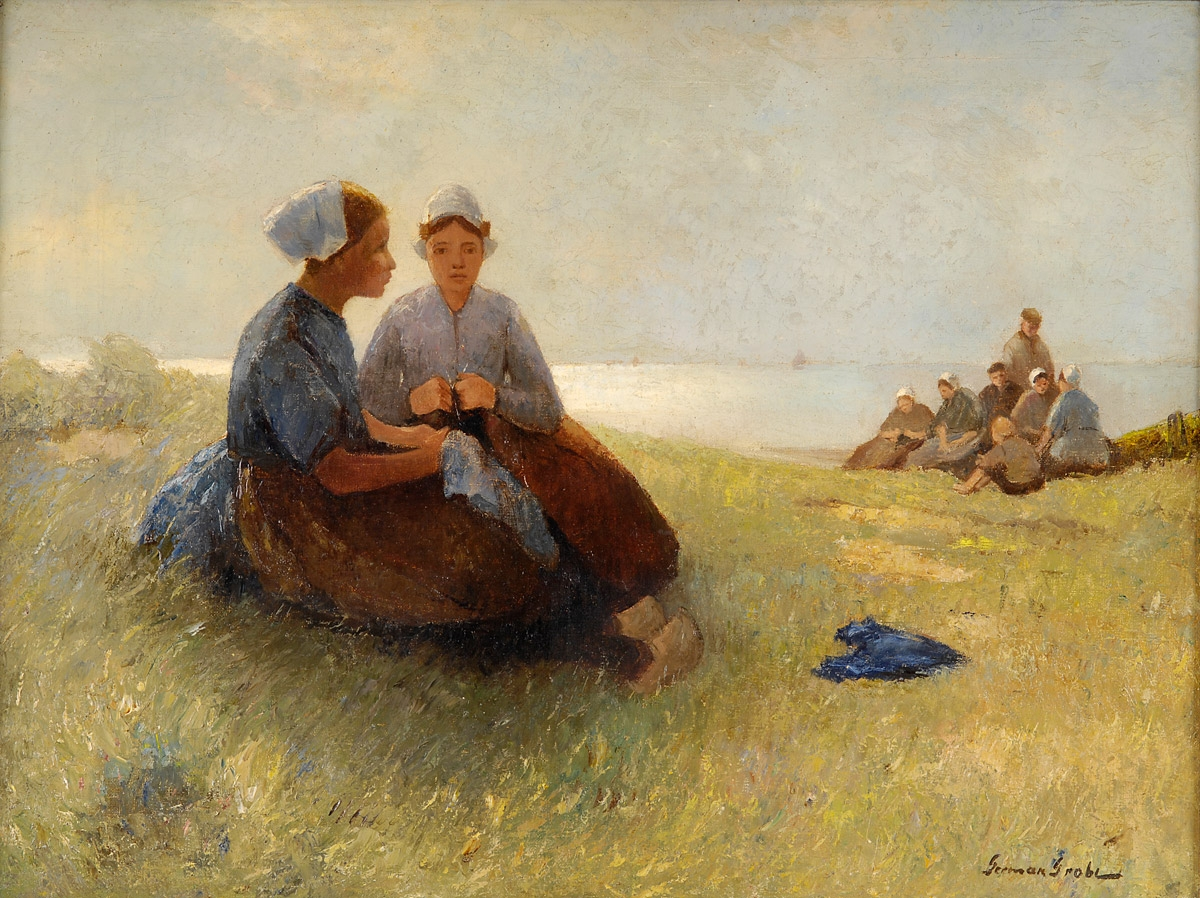
Wachten op de vangst
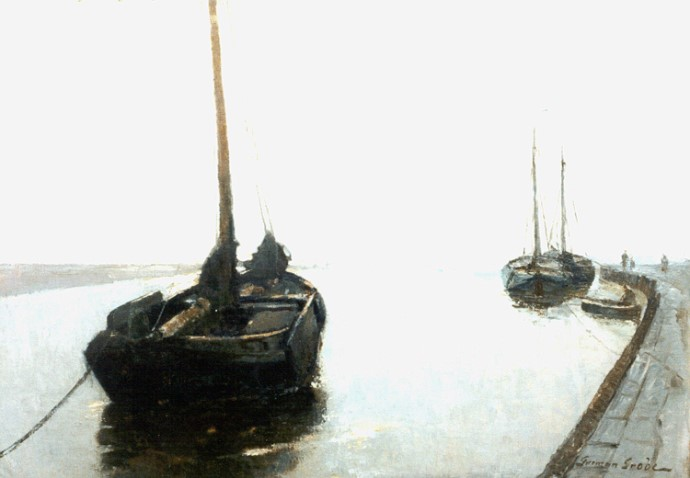
Afgemeerde garnalenboten op de uitwatering Katwijk aan Zee
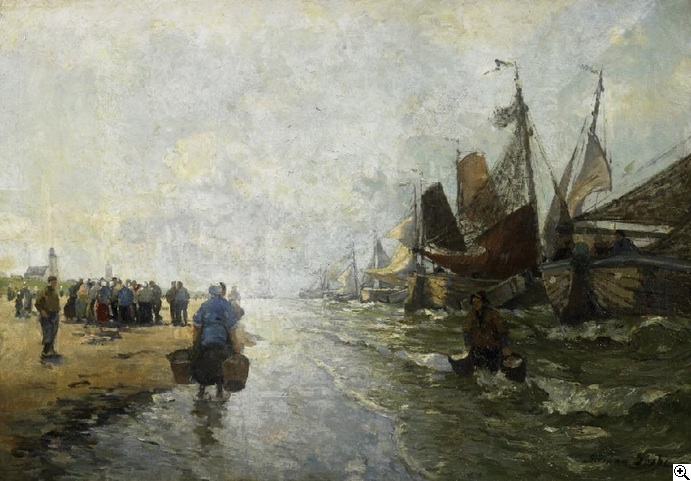
Vismarkt
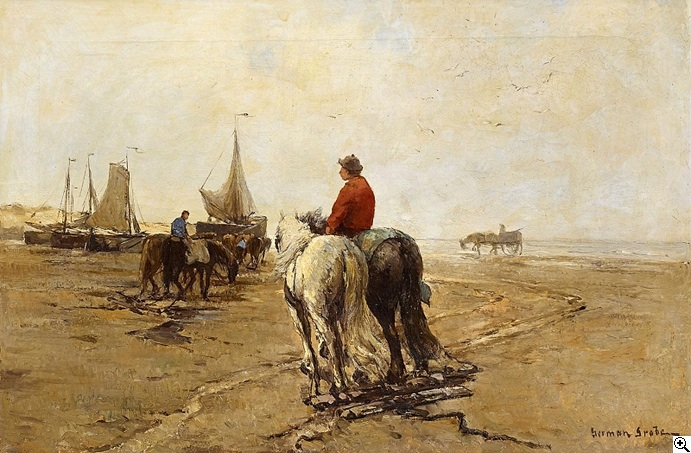
Krabbenvisser bij Katwijk
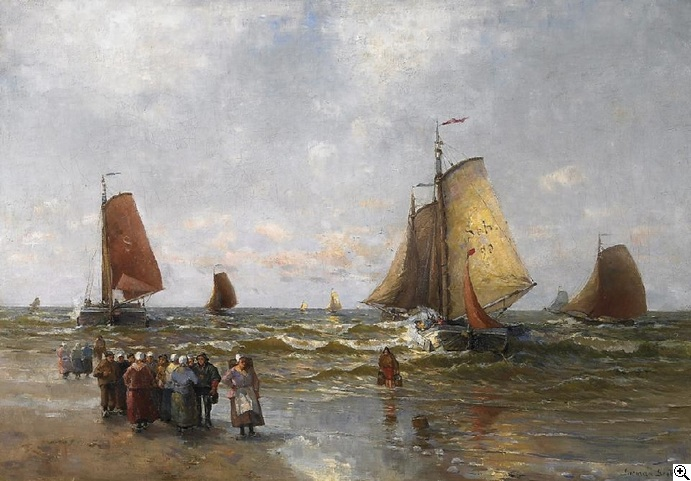
Kustvissers aan de Noordzee
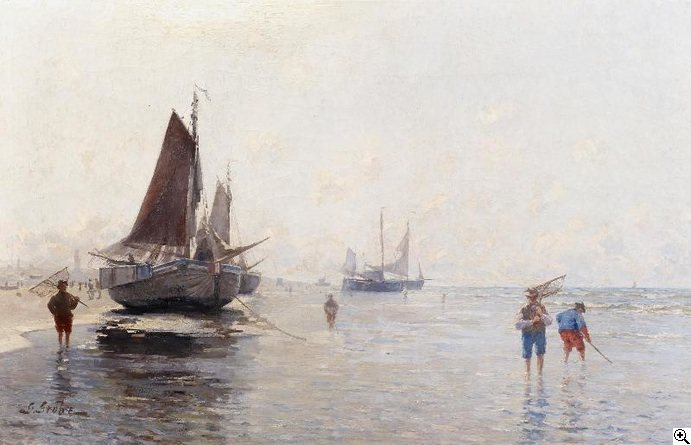
Aan het strand van Scheveningen
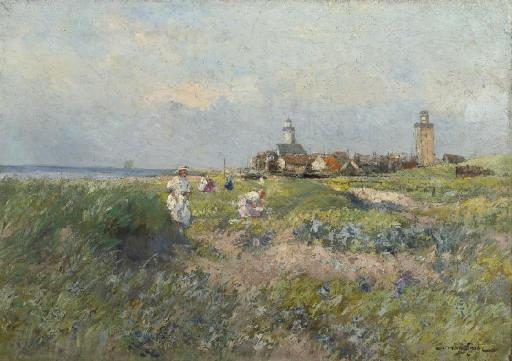
ren spelen in de duinen van Katwijk
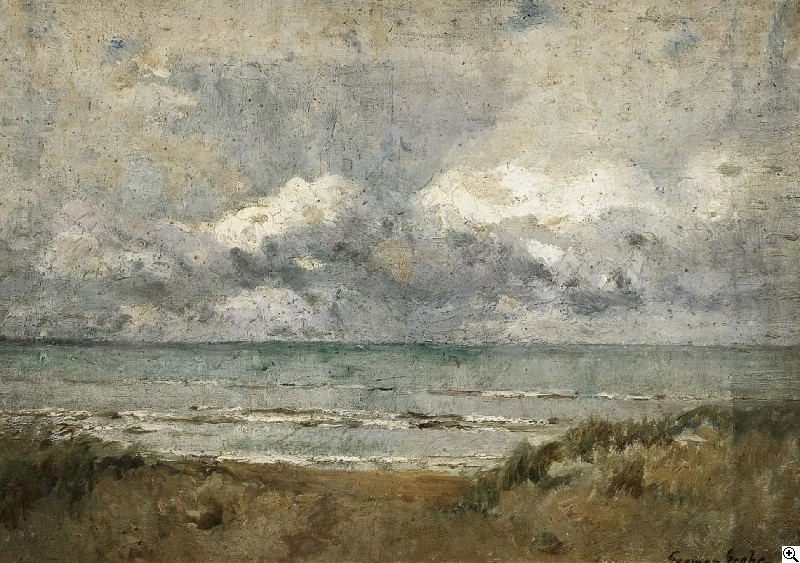
Aan het strand